# بالیکو (کالیفرنیا)
بالیکو (به انگلیسی: Ballico) یک منطقهٔ مسکونی در ایالات متحده آمریکا است که در شهرستان مرسد، کالیفرنیا واقع شده‌است. بالیکو ۷٫۸۳ کیلومتر مربع مساحت و ۷۵٬۳۹۰ نفر جمعیت دارد و ۴۶ متر بالاتر از سطح دریا واقع شده‌است.